# Calligonum gobicum
Calligonum gobicum là một loài thực vật có hoa trong họ Rau răm. Loài này được (Bunge ex Meisn.) Losinsk. mô tả khoa học đầu tiên năm 1927.